# يوهان أوقست جاست
يوهان أوقست جاست (بالألمانية: Johann August Just)‏ هو موسيقي وعازف كمان وعازف بيانو وملحن ألماني، ولد في 1750 في غرونينغن في ألمانيا، وتوفي في 1 ديسمبر 1791 في لاهاي في هولندا.

## وصلات خارجية
- يوهان أوقست جاست على موقع ميوزك برينز (الإنجليزية)
- يوهان أوقست جاست على موقع أول ميوزيك (الإنجليزية)
- يوهان أوقست جاست على موقع ديسكوغز (الإنجليزية)